# Turin, Idlib
Turin, Idlib (tiếng Ả Rập: طورين) là một ngôi làng Syria nằm ở Darkush Nahiyah thuộc huyện Jisr al-Shughur, Idlib. Theo Cục Thống kê Trung ương Syria (CBS), Torino, Idlib có dân số 420 trong cuộc điều tra dân số năm 2004.